# جون سبنسر (الإيرل الثامن)
جون سبنسر (بالإنجليزية: John Spencer)‏ لورد بريطاني، من أسرة سبنسر التي ينحدر منها ونستون تشرشل رئيس وزراء المملكة المتحدة الأسبق، وأيضا هو والد ديانا أميرة ويلز وجد الأمير ويليام .